# Ottersberg
Ottersberg est une municipalité allemande du land de Basse-Saxe, située dans l'arrondissement de Verden.

## Quartiers
- Posthausen

## Personnalités liées à la ville
- Heinrich Breling (1849-1914), peintre mort à Fischerhude.
- Johannes Dieckmann (1893-1969), homme politique né à Fischerhude.
- Marga Petersen (1919-2002), athlète mort à Ottersberg.
- Harald Vogel (né en 1941), organiste né à Ottersberg.